# Toronto Islands

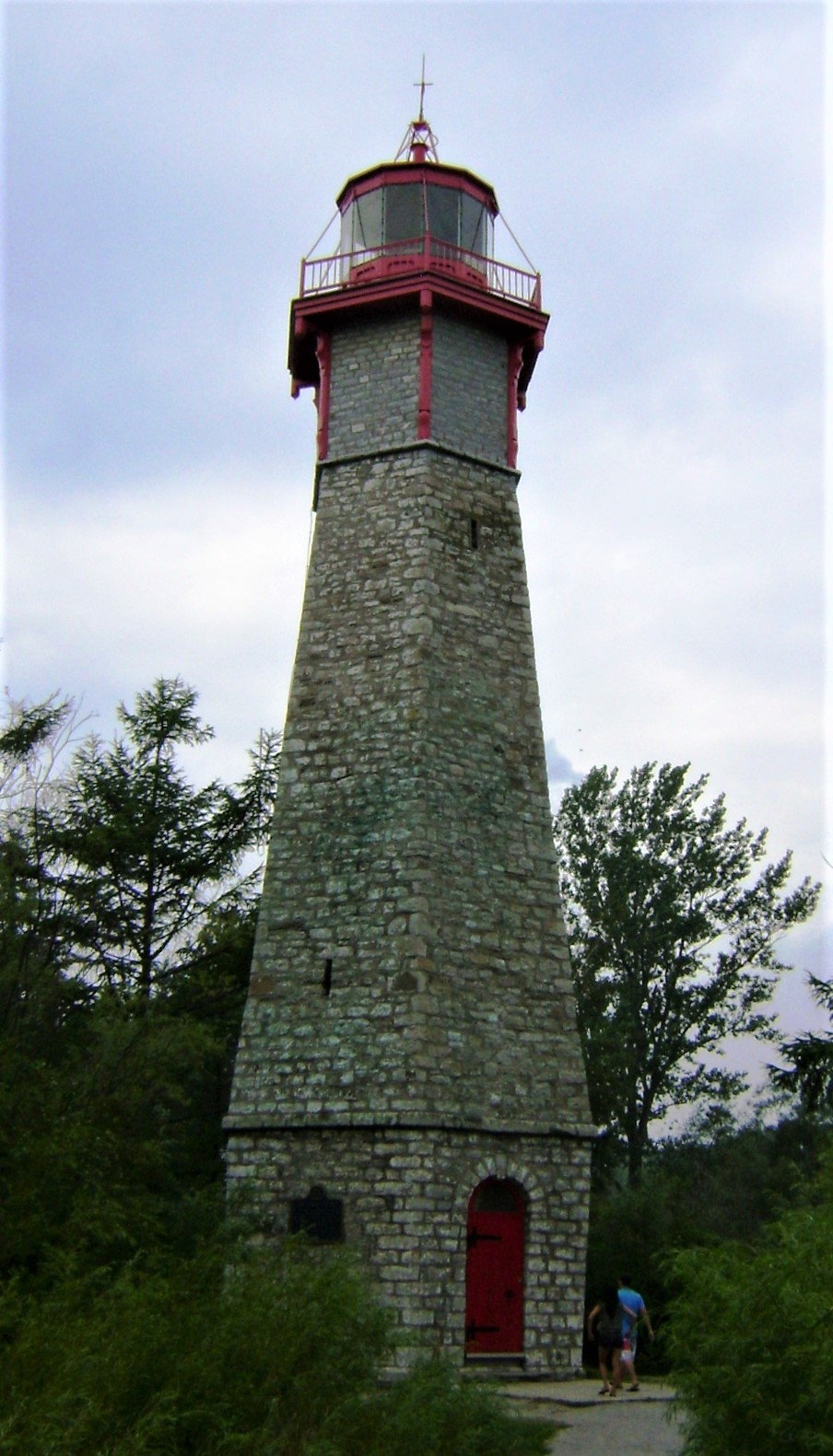
Farol, Toronto Islands

As Toronto Islands são um arquipélago localizado em Toronto, Ontario.
Nas Toronto Islands localiza-se o Billy Bishop Toronto City Airport.